# Ectinohoplia sulphuriventris
Ectinohoplia sulphuriventris är en skalbaggsart som beskrevs av Ludwig Redtenbacher 1868. Ectinohoplia sulphuriventris ingår i släktet Ectinohoplia och familjen Melolonthidae. Inga underarter finns listade i Catalogue of Life.